# آداما ترائوره (بازیکن فوتبال، زاده ۱۹۹۵)
آدما ترائوره (انگلیسی: Adama Traoré؛ زادهٔ ۲۸ ژوئن ۱۹۹۵) یک بازیکن فوتبال اهل مالی است.
از باشگاه‌هایی که در آن بازی کرده‌است می‌توان به موناکو و لیل اشاره کرد.